# Fannia brevipalpis
Fannia brevipalpis är en tvåvingeart som beskrevs av Chillcott 1961. Fannia brevipalpis ingår i släktet Fannia och familjen takdansflugor. Inga underarter finns listade i Catalogue of Life.